# Camisardo

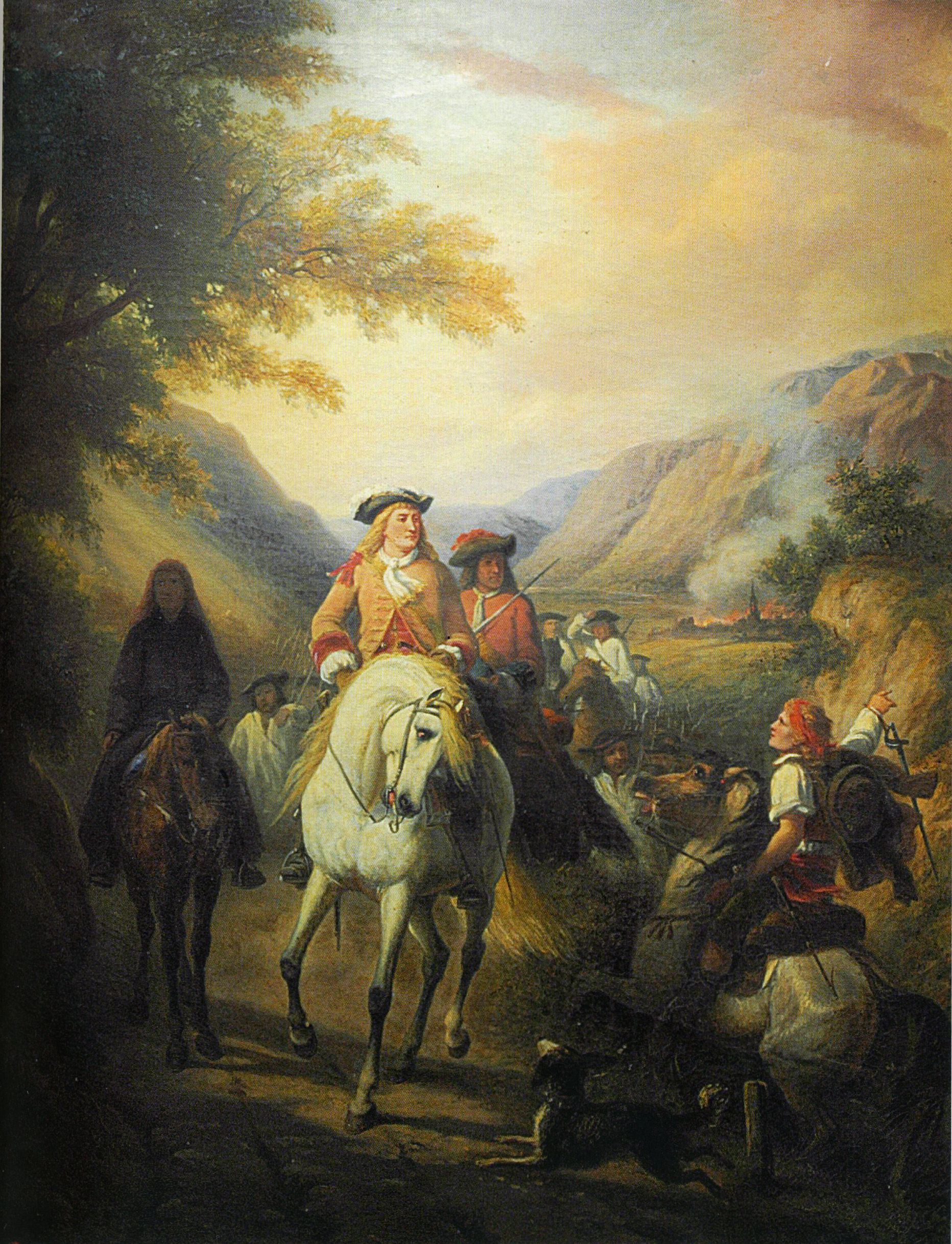
Jean Cavalier, jefe camisardo, en un óleo de Pierre Antoine Labouchère (1864).

Los camisardos fueron protestantes (hugonotes) franceses de la región aislada y accidentada de Cevenas del centrosur de Francia, que se levantaron contra las persecuciones que se produjeron tras la revocación del Edicto de Nantes en 1685. La revuelta de los camisardos tuvo lugar en 1702, el peor de los enfrentamientos se dio en 1704, y luego hubo batallas dispersas hasta 1710 y un tratado de paz en 1715.

## Etimología
El nombre de camisard en occitano es atribuido diversamente a un tipo de blusón de lino, conocido como camise o camisa, que vestían como uniforme; a camisade (encamisada), que significa "ataque nocturno", una característica de sus tácticas; o a camis, un corredor de caminos o mensajero. Eventualmente el nombre de camisardo negro se refiere a protestantes, mientras que los camisardos blancos (también llamados cadetes de la cruz) fueron católicos organizados para controlar a los negros. 

## Historia
La revuelta de los protestantes continuó por casi veintidós años de persecuciones. Los campesinos protestantes de la región, acaudillados por varios maestros inspirados conocidos como "profetas", se rebelaron contra la 'Dragonada' oficialmente sancionada (conversiones impuestas por dragones, 'misioneros con botas') que continuó con la revocación del Edicto de Nantes, cuyas fuerzas militares aterrorizaron a las bandas dispersas de protestantes, causando emigraciones masivas. Los profetas clandestinos y sus seguidores armados se escondieron en casas y cuevas en las montañas; los protestantes fueron arrestados, deportados a América, sentenciados a los galeotes; pueblos enteros fueron masacrados y quemados en series de monstruosas atrocidades. Varios líderes profetas fueron torturados y ejecutados y muchos otros exiliados, dejando las congregaciones abandonadas al liderazgo de los predicadores menos educados y más místicamente orientados conocidos como «profetas».

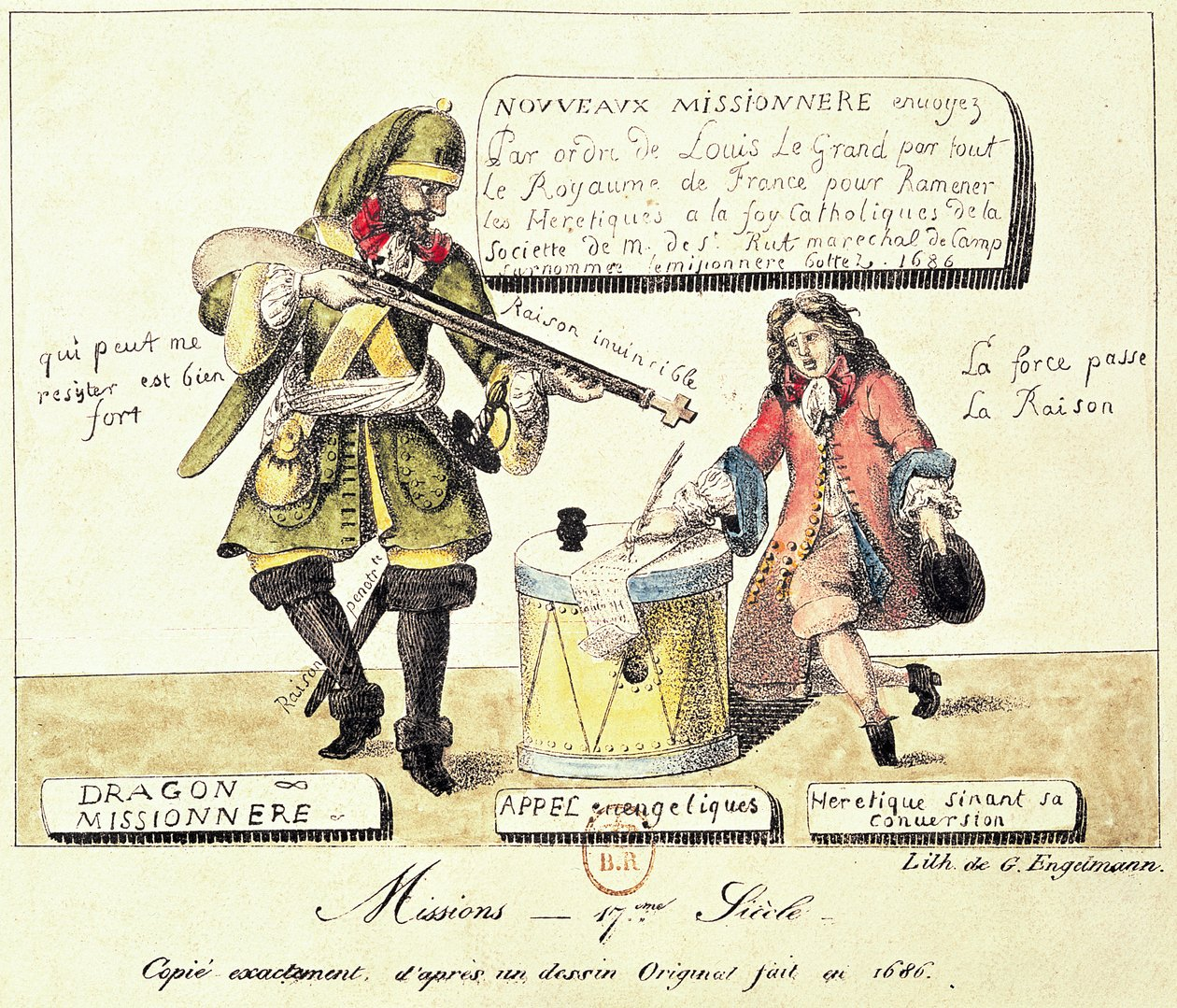
"Dragones", misioneros con botas.

Las hostilidades abiertas comenzaron con el asesinato el 24 de julio de 1702 de un personaje local de la represión real, François Langlade, el cura de Chaila, en Le Pont-de-Montvert, quien recientemente había arrestado a un grupo acusado de intentar fugarse de Francia. El cura fue rápidamente calificado de mártir de su fe. Liderados por el joven Jean Cavalier y Roland Laporte, los camisardos conocieron los estragos del ejército real con métodos de tropas irregulares y resistieron a las fuerzas superiores en varias batallas campales.
Otras comunidades protestantes, impulsadas por sus élites, prefirieron una actitud legalista y tuvieron que defenderse y combatir contra los camisardos. Fue el caso de los habitantes de Fraissinet-de-Lozère, pese a estar muy cerca de Le Pont-de-Montvert. Sin embargo, no evitaron la destrucción de sus casas durante la «gran quema de los Cévennes» a finales de 1703.
Los camisardos blancos, también conocidos como cadetes de la cruz (Cadets de la croix, por una pequeña cruz blanca que llevaban en sus capas), fueron católicos de comunidades vecinas tales como St. Florent, Senechas y Rousson que, viendo a sus antiguos enemigos de paso, se organizaron en compañías para perseguir a los rebeldes. Estos cometieron atrocidades, tales como el asesinato de 52 personas en el pueblo de Brenoux, incluyendo mujeres embarazadas y niños.
Entre los oponentes de los protestantes figuraban seiscientos tiradores migueletes del Condado del Rosellón contratados como mercenarios por el rey.
En 1704, el mariscal Villars, comandante real, le ofreció a Cavalier vagas concesiones para los protestantes y le prometió un comandante para el ejército real. La aceptación de Cavalier de la oferta rompió con la revuelta, aunque otros, incluyendo Laporte, se negaron a acceder a menos que el Edicto de Nantes fuera restaurado. Se dieron varios enfrentamientos hasta 1710, pero el verdadero final de la revuelta fue la llegada del ministro protestante Antoine Court a Cevenas y el restablecimiento de una pequeña comunidad protestante que fue, en gran parte, dejada en paz, especialmente después de la muerte de Luis XIV en 1715. 
Cavalier luego se pasó a los británicos, quienes lo hicieron gobernador de la isla de Jersey.
Un grupo milenario de excamisardos bajo la orientación de Elie Marion emigró a Londres en 1706, y se dijo que tenían conexiones con los alumbrados. Estos fueron tratados generalmente con desdén y alguna represión oficial como los «profetas franceses». Su ejemplo y sus escrituras tuvieron alguna influencia en la perspectiva espiritual de Jean-Jacques Rousseau y Ann Lee, fundadora del movimiento Shaker.